# Aburina peyrierasi
Aburina peyrierasi là một loài bướm đêm trong họ Noctuidae.